# Żeliwo białe
Żeliwo białe – żeliwo, w którym węgiel występuje w postaci kruchego cementytu. Nazwa jego pochodzi od faktu, iż jego przełom ma jasnoszary kolor. Uznawane za żeliwo niższej jakości, jest mniej ciągliwe, gorzej obrabialne, charakteryzuje się nie najlepszą lejnością i posiada większy skurcz odlewniczy (do 2,0%) niż żeliwo szare. Jest to żeliwo kruche i nieobrabialne, nie nadaje się na części konstrukcyjne. Jest materiałem wyjściowym do otrzymywania żeliwa ciągliwego.